# Hissène Habré
Hissène Habré, född 13 augusti 1942 i Faya-Largeau i norra Tchad, död 24 augusti 2021 i Dakar i Senegal, var president i Tchad 7 juni 1982–1 december 1990. Innan dess var han regeringschef (premiärminister) 29 augusti 1978-23 mars 1979. Habré störtades i en militärkupp 1990, och ersattes som president av Idriss Déby.
Hissène Habré sades vara ansvarig för tiotusentals politiska mord under sin tid vid makten. Senare levde han[när?] i exil i Senegal. I september 2005 begärde dock en belgisk domstol att han skulle lämnas ut för att ställas inför rätta för brott mot mänskligheten.
Den 30 maj 2016 dömdes han till livstids fängelse för brott mot mänskligheten, summariska avrättningar, tortyr, tvångsslaveri, kidnappning och våldtäkt i en rättegång i Senegal. Rättegången startade i juli 2015 i en särskild domstol i Dakar, inrättad av Afrikanska unionen.
Habré var den första afrikanske ledaren som blev dömd i Afrika, och den första statschefen som dömts för brott mot mänskligheten av en domstol i ett annat land. Det är också första gången som en före detta statschef dömts för att personligen ha våldtagit någon.